# Celama luzonalesa
Celama luzonalesa är en fjärilsart som beskrevs av Alfred Ernest Wileman och West 1928. Celama luzonalesa ingår i släktet Celama och familjen trågspinnare. Inga underarter finns listade i Catalogue of Life.